# Eugène Badoux
Pour les articles homonymes, voir Badoux.
Eugène Badoux, né le 5 mars 1910 à Lausanne et mort le 26 avril 2010, est un enseignant, écrivain et traducteur vaudois.

## Biographie
Eugène Badoux est détenteur d'une licence ès lettres anciennes obtenue à l'Université de Lausanne en 1934. Après un voyage en Grèce, il étudie un an en Allemagne (Munich et Berlin). 
De retour en Suisse, il enseigne à Payerne puis au collège classique à Lausanne (Béthusy). Depuis 1945, il est aussi traducteur (entre autres de Hugo von Hofmannsthal, Friedo Lampe, Meinrad Inglin, Kurt Marti (en) et Max Frisch). Eugène Badoux a collaboré à la traduction de la Nouvelle Histoire de la Suisse et des Suisses et à la revue Écriture.
Il publie deux recueils poétiques édités à trente années d'intervalle, Intensité (La Baconnière, 1941) et Terrestres (L'Âge d'Homme, 1972).
En 1977, Eugène Badoux reçoit le Prix Oertli pour ses travaux de traduction.

## Sources
- « Eugène Badoux », sur la base de données des personnalités vaudoises sur la plateforme « Patrinum » de la Bibliothèque cantonale et universitaire de Lausanne.
- sites et références mentionnés
- Revizor, décembre 1973, no 1, p. 3